# 2 de 7

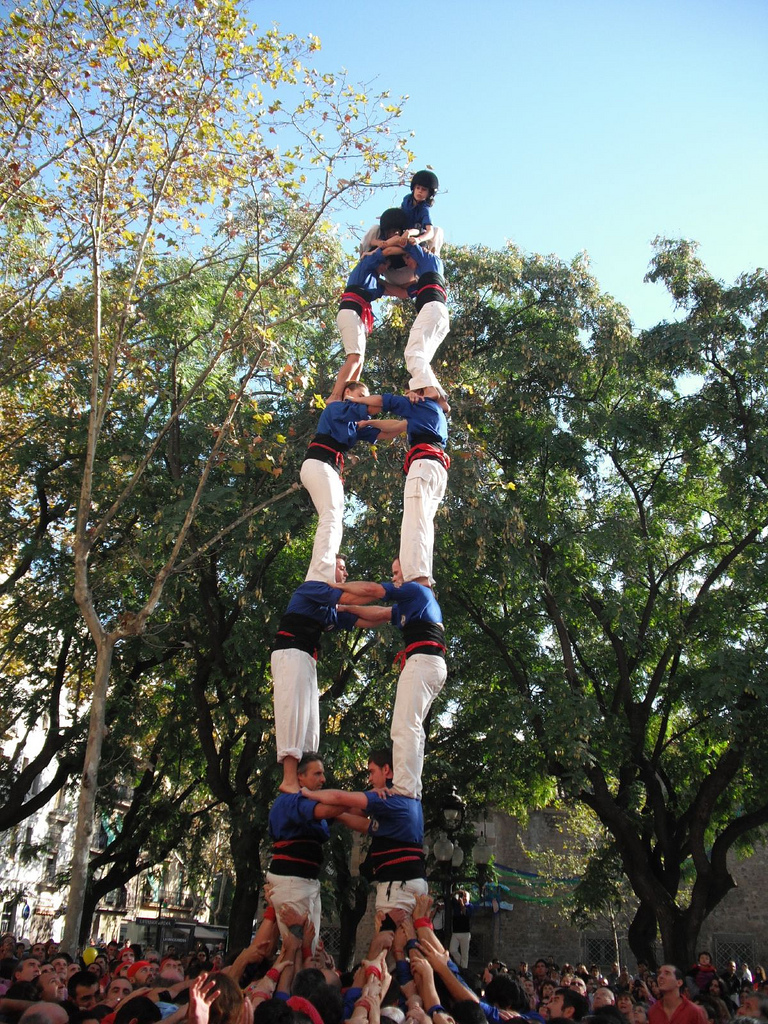
Primer 2 de 7 carregat dels Castellers d'Esplugues durant la Festa Major del Clot (15-11-2009)

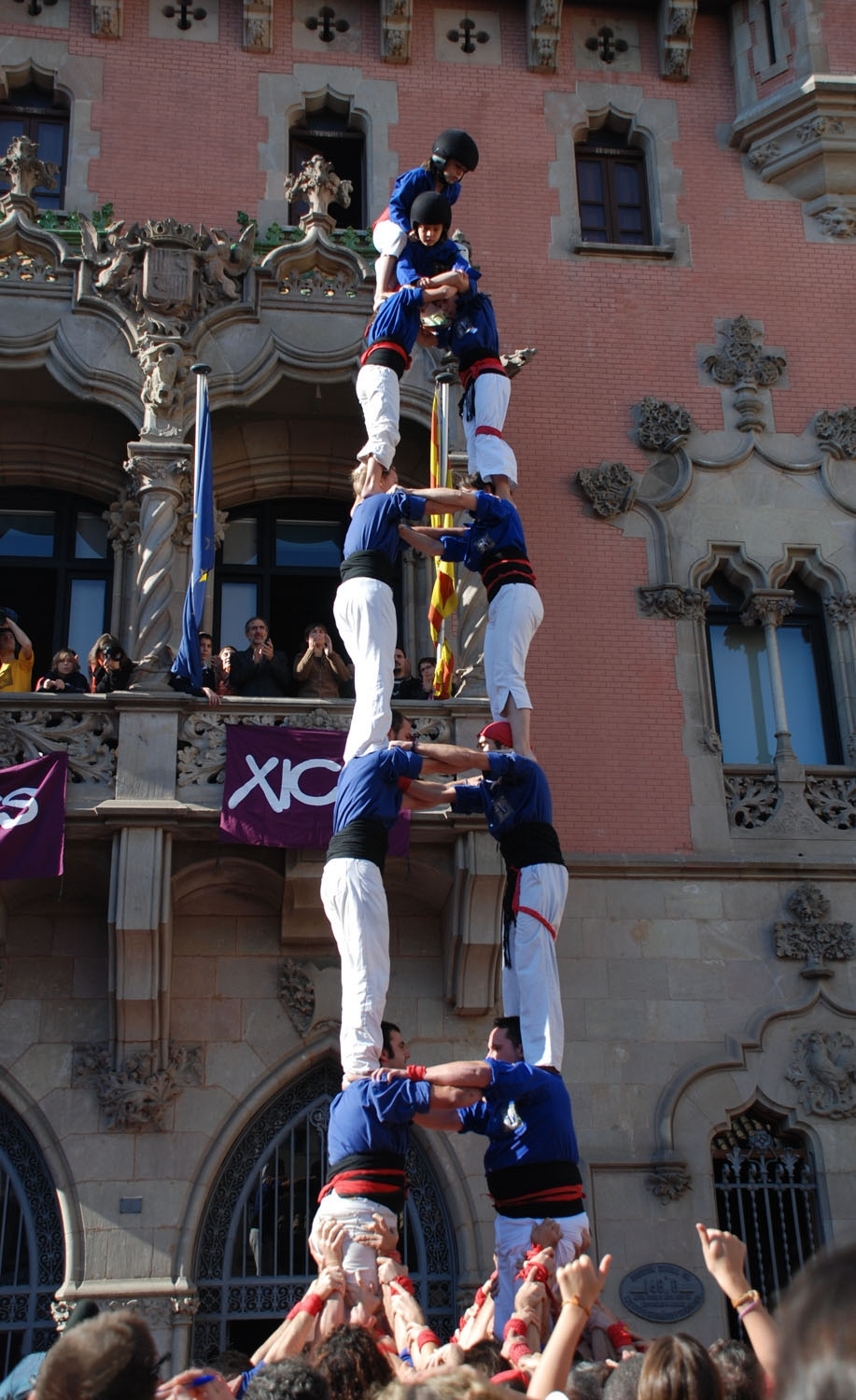
2 de 7 dels Castellers de la Vila de Gràcia a Granollers (novembre del 2007)

El 2 de 7, o torre de 7, és un castell de 7 pisos d'alçada i dues persones per pis en el seu tronc, excepte els dos darrers pisos formats per l'acotxador i l'enxaneta. Aquests dos castellers que coronen el castell són els únics, de tots els que s'enfilen en la construcció, que baixen per la rengla oposada a la que han pujat.
Depenent de la zona geogràfica on es troba la colla que el realitza es pot anomenar 2 de 7 o bé torre de 7. Així doncs, les colles que es troben al sud de l'àrea on es practiquen els castells tendeixen a anomenar-lo "dos" i les del nord "torre". També se l'anomena popularment la pubilla dels castells; aquest sobrenom li donà Emili Miró i ve a definir la seva especial dificultat. Molts aficionats castellers el consideren un castell amb una dificultat de 8, tot i tenir un pis menys.

## Història
És un castell que va ser assolit el segle xix, en la primera època d'or dels castells. El primer 2 de 7 descarregat del segle xx va ser obra de la Colla Vella de Valls, el 28 d'agost de 1932 a l'Arboç del Penedès i també el descarregà en el I Concurs de castells de Tarragona celebrat l'octubre d'aquell mateix any. Després de la guerra civil espanyola, la Colla Vella dels Xiquets de Valls el carregà per primera vegada el 24 d'octubre de 1948, en la Diada de Santa Úrsula, i el descarregà per primera vegada tres anys després en la mateixa diada, el 22 d'octubre de 1951.

## Colles que han fet el 2 de 7
Actualment hi ha 52 colles castelleres que han aconseguit carregar o descarregar el 2 de 7. La taula següent mostra la data, diada i plaça en què les colles el carregaren i/o descarregaren per primera vegada a partir de la renaixença castellera (1926). No obstant això, les dues primeres colles que el carregaren i descarregaren van ser les dues de Xiquets de Valls, que ja ho feren al segle xix. Les úniques colles documentades que l'ha aconseguit descarregar sense caure'n abans han estat els Castellers de la Sagrada Família, Colla Castellera Salats de Súria i Els Castellers de l'Alt Maresme.
| Núm. | Colla                                                 | Carregat               | Diada                                                                    | Plaça                                         | Descarregat            | Diada                                            | Plaça                                            |
| ---- | ----------------------------------------------------- | ---------------------- | ------------------------------------------------------------------------ | --------------------------------------------- | ---------------------- | ------------------------------------------------ | ------------------------------------------------ |
| 1    | Colla Vella dels Xiquets de Valls                     | 28 d'agost de 1932     | Festa Major de l'Arboç                                                   | L'Arboç                                       | 28 d'agost de 1932     | Festa Major de l'Arboç                           | L'Arboç                                          |
| 2    | Nens del Vendrell                                     | 30 d'agost de 1933     | Diada de Sant Fèlix                                                      | Plaça de la Vila, Vilafranca del Penedès      | 17 de setembre de 1933 | Festa Major de Creixell                          | Creixell                                         |
| 3    | Castellers de Vilafranca                              | 24 d'agost de 1969     | Festa Major d'Igualada                                                   | Igualada                                      | 24 d'agost de 1969     | Festa Major d'Igualada                           | Igualada                                         |
| 4    | Colla Joves Xiquets de Valls                          | 30 d'agost de 1971     | Diada de Sant Fèlix                                                      | Plaça de la Vila, Vilafranca del Penedès      | 24 d'octubre de 1971   | Diada de Santa Úrsula                            | Valls                                            |
| 5    | Castellers de Sitges                                  | 12 d'octubre de 1973   | Concurs de castells de Mobles Quer                                       | Vilafranca del Penedès                        | 29 d'agost de 1980     | Diada castellera                                 | Sitges                                           |
| 6    | Minyons de l'Arboç                                    | 16 d'octubre de 1974   | Aniversari de la colla                                                   | L'Arboç                                       | 27 d'agost de 2006     | Festa Major de l'Arboç                           | L'Arboç                                          |
| 7    | Nois de la Torre                                      | 1 de novembre de 1975  | Diada castellera                                                         | Torredembarra                                 | 4 de setembre de 1977  | Diada castellera                                 | Torredembarra                                    |
| 8    | Bordegassos de Vilanova                               | 5 d'agost de 1978      | Diada de les Neus                                                        | Vilanova i la Geltrú                          | 7 d'octubre de 1979    | Aplec de Lurdes                                  | Vilanova i la Geltrú                             |
| 9    | Castellers de Barcelona                               | 1 de setembre de 1979  | Diada castellera                                                         | Santa Coloma de Gramenet                      | 1 de setembre de 1979  | Diada castellera                                 | Santa Coloma de Gramenet                         |
| 10   | Xiquets de Tarragona                                  | 18 de juny de 1981     | Diada de Corpus                                                          | Tarragona                                     | 19 d'agost de 1981     | Diada de Sant Magí                               | Tarragona                                        |
| 11   | Minyons de Terrassa                                   | 5 de juliol de 1981    | Festa Major                                                              | Terrassa                                      | 20 de novembre de 1982 | Vigília de la Diada de la Colla                  | Terrassa                                         |
| 12   | Colla Jove Xiquets de Tarragona                       | 23 de setembre de 1983 | Diada de Santa Tecla                                                     | Tarragona                                     | 23 d'abril de 1985     | Diada de Sant Jordi                              | Tarragona                                        |
| 13   | Xiquets de Reus                                       | 28 de juny de 1986     | Diada de Sant Pere                                                       | Reus                                          | 8 d'agost de 1987      | Dia del Turisme                                  | Reus                                             |
| 14   | Xicots de Vilafranca                                  | 30 d'agost de 1988     | Diada de Sant Fèlix                                                      | Plaça de la Vila, Vilafranca del Penedès      | 15 de novembre de 1998 | Diada de la Colla                                | Gelida                                           |
| 15   | Castellers de Terrassa                                | 25 de setembre de 1988 | Diada castellera                                                         | Reus                                          | 25 de setembre de 1988 | Diada castellera                                 | Reus                                             |
| 16   | Xiquets del Serrallo                                  | 2 octubre de 1994      | XV Concurs de Castells de Tarragona                                      | Plaça de braus, Tarragona                     | 19 d'agost de 2015     | Diada de Sant Magí                               | Plaça de les Cols, Tarragona                     |
| 17   | Castellers de Sant Pere i Sant Pau                    | 24 de juny de 1995     | Diada de Sant Joan                                                       | Tarragona                                     | 23 de setembre de 2012 | Diada de Santa Tecla                             | Plaça de la Font, Tarragona                      |
| 18   | Castellers de Cornellà                                | 9 de juliol de 1995    | 26è aniversari dels Castellers de Barcelona                              | Barcelona                                     | 30 de setembre de 1995 | Festa del barri del Pedró                        | Cornellà de Llobregat                            |
| 19   | Xics de Granollers                                    | 11 de setembre de 1995 | Diada Nacional                                                           | Llinars del Vallès                            | 8 d'octubre de 1995    | Festa Major de Sarrià                            | Sarrià, Barcelona                                |
| 20   | Colla Jove de Castellers de Sitges                    | 29 d'octubre de 1995   | Diada de la colla                                                        | Sitges                                        | 29 de setembre de 2012 | Diada de Santa Tecla                             | Sitges                                           |
| 21   | Castellers de Sants                                   | 12 de novembre de 1995 | Festa Major del Clot                                                     | Barcelona                                     | 12 de maig de 1996     |                                                  | Estadi Olímpic, Barcelona                        |
| 22   | Tirallongues de Manresa                               | 12 de novembre de 1995 | Diada dels Tirallongues                                                  | Manresa                                       | 12 de juliol de 1997   | Festa Major de Rubí                              | Rubí                                             |
| 23   | Ganxets de Reus                                       | 8 de desembre de 1995  | Diada nova del Vendrell                                                  | El Vendrell                                   | 26 de setembre de 1999 | Diada dels Xiquets de Cambrils                   | Cambrils                                         |
| 24   | Xiquets de la Vila d'Alcover                          | 5 d'octubre de 1997    | Diada castellera                                                         | Alcover                                       | No descarregat         | No descarregat                                   | No descarregat                                   |
| 25   | Capgrossos de Mataró                                  | 12 d'octubre de 1997   |                                                                          | Poble Espanyol, Barcelona                     | 9 de novembre de 1997  | IV Diada dels Saballuts                          | Plaça de Sant Roc, Sabadell                      |
| 26   | Castellers de Lleida                                  | 24 de juliol de 1999   | Diada de Sant Jaume                                                      | Lleida                                        | 10 d'octubre de 1999   | II Concurs de castells Vila de Torredembarra     | Torredembarra                                    |
| 27   | Marrecs de Salt                                       | 24 d'octubre de 1999   | Diada de Sant Narcís                                                     | Girona                                        | 24 d'octubre de 1999   | Diada de Sant Narcís                             | Girona                                           |
| 28   | Colla Nova del Vendrell                               | 7 de novembre de 1999  | Diada dels Castellers de Sant Andreu de la Barca                         | Sant Andreu de la Barca                       | 7 de novembre de 1999  | Diada dels Castellers de Sant Andreu de la Barca | Sant Andreu de la Barca                          |
| 29   | Colla Castellera de Figueres                          | 8 d'octubre de 2000    | XVIII Concurs de castells de Tarragona                                   | Plaça de braus, Tarragona                     | 25 de setembre de 2016 | XXVI Concurs de castells a Torredembarra         | Plaça del Castell, Torredembarra                 |
| 30   | Sagals d'Osona                                        | 21 d'octubre de 2000   | Diada del local dels Minyons de Terrassa                                 | Terrassa                                      | 29 d'octubre de 2000   | 3a Diada dels Sagals d'Osona                     | Manlleu                                          |
| 31   | Castellers de Sant Cugat                              | 19 de novembre de 2000 | V Diada dels Castellers de Sant Cugat                                    | Sant Cugat del Vallès                         | 19 de novembre de 2000 | V Diada dels Castellers de Sant Cugat            | Sant Cugat del Vallès                            |
| 32   | Castellers de Sabadell                                | 8 de setembre de 2002  | Festa Major de Sabadell                                                  | Plaça de Sant Roc, Sabadell                   | 13 de novembre de 2005 | XII Diada dels Saballuts                         | Plaça de Sant Roc, Sabadell                      |
| 33   | Castellers de la Vila de Gràcia                       | 24 de setembre de 2002 | Diada de la Mercè                                                        | Plaça de Sant Jaume, Barcelona                | 6 d'octubre de 2002    | XIX Concurs de castells de Tarragona             | Plaça de Braus de Tarragona                      |
| 34   | Castellers d'Esparreguera                             | 2 de novembre de 2003  | Diada dels Castellers d'Esparreguera                                     | Esparreguera                                  | 20 d'octubre de 2018   | Festa del Forn a Berga                           | Plaça de Sant Joan, Berga                        |
| 35   | Al·lots de Llevant                                    | 23 d'octubre de 2004   | 6a Diada dels Al·lots de Llevant                                         | Plaça de Sa Bassa, Manacor                    | 11 d'octubre de 2008   | 10a Diada dels Al·lots de Llevant                | Plaça de Sa Bassa, Manacor                       |
| 36   | Castellers de Mallorca                                | 28 de maig de 2005     | Diada de Fires i Festes de Manacor                                       | Manacor                                       | 15 d'octubre de 2005   | 7a Diada dels Castellers de Mallorca             | Palma                                            |
| 37   | Moixiganguers d'Igualada                              | 25 d'octubre de 2009   | XV Diada dels Moixiganguers                                              | Igualada                                      | 6 d'octubre de 2012    | XXIV Concurs de castells de Tarragona            | Tarraco Arena Plaça, Tarragona                   |
| 38   | Castellers d'Esplugues                                | 15 de novembre de 2009 | Festa Major del Clot                                                     | Plaça de Valentí Almirall, El Clot, Barcelona | 21 de setembre de 2014 | Festa Major d'Esplugues de Llobregat             | Plaça de Santa Magdalena, Esplugues de Llobregat |
| 39   | Castellers del Poble Sec                              | 17 de juliol de 2011   | XII Aniversari dels Castellers del Poble Sec i Festa Major del Poble-sec | Carrer Blai, El Poble-sec, Barcelona          | 18 de novembre de 2012 | 15a Diada Castellers de Badalona                 | Plaça de la Vila, Badalona                       |
| 40   | Margeners de Guissona                                 | 21 d'agost de 2011     | Festa Major de Mollet del Vallès                                         | Plaça de Prat de la Riba, Mollet del Vallès   | 21 d'agost de 2011     | Festa Major de Mollet del Vallès                 | Plaça de Prat de la Riba, Mollet del Vallès      |
| 41   | Castellers de Badalona                                | 13 de novembre de 2011 | XIV Diada dels Castellers de Badalona                                    | Can Peixau (local d'assaig), Badalona         | 8 de juliol de 2012    | Festa Major de Sant Cristòfor                    | Plaça de la Vila, Premià de Mar                  |
| 42   | Castellers de la Sagrada Família                      | 24 de juny de 2013     | Festa major de Sant Joan Despí                                           | Plaça de la Constitució, Sant Joan Despí      | 24 de juny de 2013     | Festa major de Sant Joan Despí                   | Plaça de la Constitució, Sant Joan Despí         |
| 43   | Colla Jove Xiquets de Vilafranca                      | 12 d'octubre de 2013   | Diada de la Colla Jove Xiquets de Vilafranca                             | Plaça de la Vila, Vilafranca del Penedès      | 29 d'agost de 2014     | Vigília de Festa Major de Vilafranca del Penedès | Plaça de la Vila, Vilafranca del Penedès         |
| 44   | Castellers de Berga                                   | 4 de juny de 2016      | Campus Joan Amades                                                       | Plaça de l'Església, Sant Quintí de Mediona   | 6 d'octubre de 2018    | XXVII Concurs de castells de Tarragona           | Tarraco Arena Plaça, Tarragona                   |
| 45   | Salats de Súria                                       | 10 de setembre de 2016 | Festa Major Castellar del Vallès                                         | Plaça del Mirador, Castellar del Vallès       | 10 de setembre de 2016 | Festa Major Castellar del Vallès                 | Plaça del Mirador, Castellar del Vallès          |
| 46   | Castellers de Cerdanyola                              | 14 d'octubre de 2017   | XIX Aniversari dels Castellers de Cerdanyola                             | Plaça Francesc Layret, Cerdanyola del Vallès  | 14 d'octubre de 2017   | XIX Aniversari dels Castellers de Cerdanyola     | Plaça Francesc Layret, Cerdanyola del Vallès     |
| 47   | Colla Castellera de l'Alt Maresme i la Selva Marítima | 22 de setembre de 2018 | Festa Major de Calella                                                   | Plaça de l'Ajuntament, Calella                | 22 de setembre de 2018 | Festa Major de Calella                           | Plaça de l'Ajuntament, Calella                   |
| 48   | Castellers de Castelldefels                           | 30 de setembre de 2018 | XXVII Concurs de Castells a Torredembarra                                | Plaça del Castell, Torredembarra              | No descarregat         | No descarregat                                   | No descarregat                                   |
| 49   | Colla Castellera Jove de Barcelona                    | 6 d'octubre de 2018    | XXVII Concurs de Castells de Tarragona                                   | Tarraco Arena Plaça                           | 6 d'octubre de 2018    | XXVII Concurs de Castells de Tarragona           | Tarraco Arena Plaça                              |
| 50   | Castellers d'Altafulla                                | 28 d'octubre de 2023   | Diada de final de temporada dels Xiquets de Reus                         | Reus                                          | 28 d'octubre de 2023   | Diada de final de temporada dels Xiquets de Reus | Reus                                             |
| 51   | Castellers de Mollet                                  | 5 d'octubre de 2024    | XXIX Concurs de castells de Tarragona                                    | Tarraco Arena Plaça, Tarragona                | No descarregat         | No descarregat                                   | No descarregat                                   |
| 52   | Castellers de Sarrià                                  | 13 d'octubre de 2024   | Festa Major de Sarrià                                                    | Plaça del Consell de la Vila, Barcelona       | No descarregat         | No descarregat                                   | No descarregat                                   |

## Colles que han intentat el 2 de 7
Actualment hi ha 5 colles castelleres que han intentat el 2 de 7, és a dir, que l'han assajat i portat a plaça però que no l'han carregat mai. La taula següent mostra la data, diada i plaça en què les colles que l'intentaren per primera vegada:
| N | Colla                                    | Intent                | Diada                                         | Plaça                     |
| - | ---------------------------------------- | --------------------- | --------------------------------------------- | ------------------------- |
| 1 | Colla Jove dels Castellers de Vilafranca | 4 d'agost de 1984     | Actuació de joves                             | Vilafranca del Penedès    |
| 2 | Castellers de Vilanova Colla de Mar      | 5 d'octubre de 1975   | Diada castellera                              | Sitges                    |
| 3 | Vailets de Gelida                        | 4 d'octubre de 1992   | XIV Concurs de castells de Tarragona          | Plaça de braus, Tarragona |
| 4 | Nyerros de la Plana                      | 14 d'octubre de 2001  | III Concurs de Castells Vila de Torredembarra | Torredembarra             |
| 5 | Vailets de Ripollet                      | 3 de novembre de 2002 | 7a. diada dels Vailets de Ripollet            | Ripollet                  |

## Variants

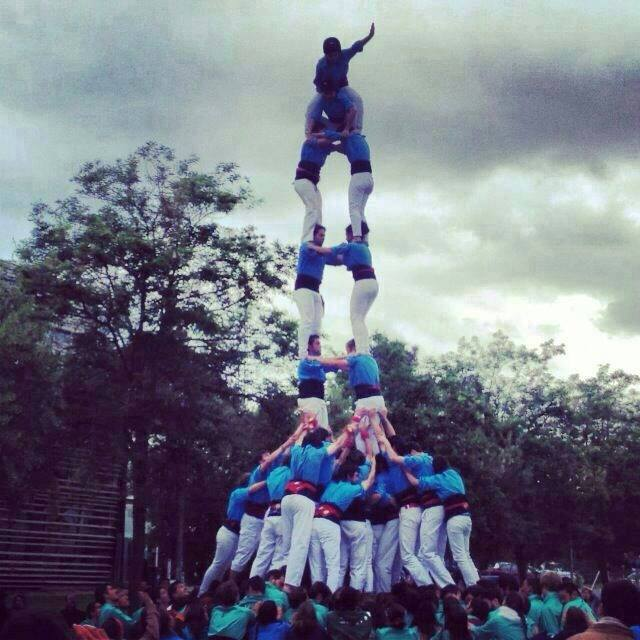
Primer 2 de 7 amb folre descarregat dels Xoriguers de la Universitat de Girona (2013)

### Amb folre
Aquest castell també s'ha vist algunes vegades amb folre, fet poc ortodox, generalment com a exercici tècnic per un posterior 2 de 8 amb folre. Al món de les colles castelleres universitàries, en canvi, la torre de set s'acostuma a construir amb folre com a ajut al fet que tots els membres d'aquestes colles són majors d'edat.